# Władcy Zanzibaru
| #  | Imię                   | Portret | Początek panowania   | Koniec panowania    |
| -- | ---------------------- | ------- | -------------------- | ------------------- |
| 1  | Madżid ibn Sa’id       |         | 19 października 1856 | 7 października 1870 |
| 2  | Barghasz ibn Sa’id     |         | 7 października 1870  | 26 marca 1888       |
| 3  | Chalifa ibn-Said       |         | 26 marca 1888        | 13 lutego 1890      |
| 4  | Ali ibn Sa’id          |         | 13 lutego 1890       | 5 marca 1893        |
| 5  | Hamad ibn Suwajni      |         | 5 marca 1893         | 25 sierpnia 1896    |
| 6  | Chalid ibn Barghasz    |         | 25 sierpnia 1896     | 27 sierpnia 1896    |
| 7  | Hamud ibn-Muhammad     |         | 27 sierpnia 1896     | 18 lipca 1902       |
| 8  | Ali ibn Hammud         |         | 18 lipca 1902        | 8 grudnia 1911      |
| 9  | Chalifa ibn Harub      |         | 8 grudnia 1911       | 9 października 1960 |
| 10 | Abd Allah ibn Chalifa  |         | 9 października 1960  | 1 lipca 1963        |
| 11 | Dżamszid ibn Abd Allah |         | 1 lipca 1963         | 12 stycznia 1964    |

## Pretendent do tronu
| #  | Imię                   | Portret | Początek panowania | Koniec panowania |
| -- | ---------------------- | ------- | ------------------ | ---------------- |
| 11 | Dżamszid ibn Abd Allah |         | 12 stycznia 1964   | 30 grudnia 2024  |